# Syrische Socialistische Nationale Partij
Syrische Socialistische Nationale Partij (SSNP) (Arabisch: الحزب السوري القومي الاجتماعي, al-Hizb as-Soeri al-Qawmi al-Ijtima'i, Frans: Parti Populair Syrien), is een rechtse Groot-Syrische partij.

## Geschiedenis
De oorspronkelijk extreemrechtse SSNP werd in 1932 opgericht door de Syrische nationalist Antun Saadeh (1904-1949), een Grieks-orthodox uit Libanon. In de ogen van Saadeh had Libanon geen recht op een zelfstandige staat, omdat Libanon in zijn ogen een integraal deel van het Syrisch grondgebied is. Hij meende daarvoor bewijs te hebben gevonden in diverse historische werken (waaronder het Evangelie). Saadeh, die tijdens zijn studententijd Russisch en Duits leerde, was zeer onder de indruk geraakt van het Duitse nationalisme. Saadeh streefde naar een Groot-Syrisch rijk dat Syrië, Libanon en het (thans Turkse) Alexandrette en Antiochië zou moeten omvatten. De SSNP verkreeg zowel aanhangers in Libanon als in Syrië.
In 1935 werd de partij door de Franse Volkenbondmandaatsautoriteiten in Libanon en Syrië verboden. Na de Libanese onafhankelijkheidsverklaring in 1943 werd de SSNP echter gelegaliseerd. Na enige tijd gebeurde dat ook in Syrië, waar zij echter spoedig opnieuw werd verboden. In 1949 werd Antun Saadeh vermoord. In de jaren vijftig was de SSNP in Libanon de op een na grootste politieke partij. In 1961 pleegden leden van de SSNP in Libanon een mislukte staatsgreep, waarna ook zij werd verboden. De ondergrondse SSNP schoof meer op naar links en enkele marxistisch-leninistische elementen werden opgenomen in de (verder nationalistisch-rechtse) officiële partijideologie.
Tijdens de Libanese burgeroorlog maakte de SSNP deel uit van de Nationale Beweging, die werd gedomineerd door islamitische partijen. Daarna vocht de SSNP aan de zijde van de PLO (Palestijnse Bevrijdingsorganisatie).

### De SSNP in Libanon
In 1987 viel de SSNP in Libanon uiteen in 2 facties: een factie geleid door Jubran Jurayi (een christen) en een geleid door Issam Mahayri (een soennietische moslim). Beide facties claimen de oorspronkelijke leer van de SSNP en Antun Saadeh uit te dragen. De SSNP is voorstander van nauwe samenwerking met Syrië en was altijd voorstander van de aanwezigheid van het Syrische leger in Libanon. Twee SSNP'ers hebben zitting in de Nationale Vergadering, het Libanese parlement.

### De SSNP in Syrië
Op 5 augustus 2001 kon de SSNP, hoewel officieel nog verboden, openlijk bijeenkomen onder leiding van haar voorzitter Jebrane Ariji. Ook kreeg de partij een soort waarnemersstatus binnen het Nationaal Progressief Front (NPF), de coalitie van legale partijen in Syrië onder leiding van de Ba'ath-partij. In het voorjaar van 2005 werd de SSNP als eerste "niet-Arabische" (want uitsluitend nationaal-Syrische) en niet-socialistische partij gelegaliseerd en zelfs opgenomen in het Nationaal Progressief Front. De partij heeft veel aanhangers, met name in de Syrische kustgebieden en heeft ca. 90.000 leden. De partij zou na de Ba'ath-partij de grootste partij van Syrië zijn.

## De SSNP buiten Libanon en Syrië
Er bestaan ook SSNP afdelingen buiten Libanon en Syrië, namelijk in Jordanië, Palestina, Brazilië, de Verenigde Staten van Amerika, Australië, Argentinië en de meeste West-Europese landen. Opvallend is de afwezigheid van de partij onder de Arabischtalige en alawitische inwoners van de thans Turkse Hatay, die tot 1939 bij Syrië behoorde.

## Partijlogo
Het partijlogo (zie de vlag bovenaan het artikel) stelt een Zawba'a voor. Dit is samenstelling van het Christelijk kruis en de Islamitische Halve Maan. De vier uiteinden van de Zawba'a staan voor vrijheid, plicht, discipline en kracht. Echter, de partijvlag doet ook denken aan de partijvlaggen van de British Union of Fascists en de NSDAP, dit verwijst naar de inspiratie die de SSNP haalde uit het Nationaalsocialisme.

## Verwijzing
1. 1 2  "The party abandoned fascist doctrines and adopted the more acceptable rhetoric of the left. This transformation was completed in the late 1960s and permitted the SSNP to make common cause with other groups seeking to overturn the status quo. Close relations were developed with several parties, especially the Progressive Socialist Party of Kamal Jumbalat and the PLO. The move from right to left appears long-lasting; by 1984, the SSNP chief was attending the anniversary celebration of the Lebanese Communist Party. Those unaquainted with the party's ideology even see it as Marxist. What began as dissimulation may have, with time, become reality; the SSNP orientation today appears to be permanently aligned with the left". Daniel Pipes, Greater Syria: The History of an Ambition (New York: Oxford University Press, 1990), p.50.
2. ↑  Nederlands ministerie van Buitenlandse Zaken (www.minbuza.nl/default.asp?CMS_ITEM=MBZ455395#P214_23428).
3. ↑  www.atimes.com